# Alexandre Bogomolov
Pour les articles homonymes, voir Bogomolov.
Alexandre Efremovitch Bogomolov (en russe : Александр Ефремович Богомолов) (né en 1900, mort en septembre 1969 à Moscou) est un diplomate soviétique. Il fut ambassadeur dans différents pays européens dont la France sous le régime de Vichy (1940-1941) puis auprès du Comité français de libération nationale à Alger puis à Paris après la Libération.

## Biographie
De 1919 à 1931 Alexandre Bogomolov mène une carrière militaire puis enseigne jusqu'en 1939 à l'école de perfectionnement du Corps de commandement. Il est aussi dans les années 1930, professeur associé, directeur du Département du matérialisme dialectique et historique à l'université d'État de Moscou.
En 1939, il est secrétaire général pour les Affaires occidentales au Commissariat des affaires étrangères à Moscou. Entre 1940 et juin 1941, il est conseiller puis ambassadeur en France. Il séjourne ainsi à Vichy jusqu'à ce que sur la pression de l'amiral Darlan, la France rompe ses relations avec l'Union soviétique en juin 1941, huit jours après le début de l'invasion allemande de l'URSS.
De septembre 1941 au 30 novembre 1943, il est ambassadeur de l'URSS auprès des gouvernements alliés en exil à Londres, (polonais, yougoslave, grec et norvégien), puis à Alger auprès du Comité français de libération nationale .
À la Libération de la France, en 1944 et jusqu'en 1950, il est ambassadeur de l'URSS en France,. Il devient ensuite vice-ministre des Affaires étrangères.
De 1952 à 1954, il est ambassadeur de l’URSS en Tchécoslovaquie puis de 1954 à 1957 en Italie.
Bogomolov est membre des délégations aux conférences internationales de Téhéran, Yalta et Potsdam.
Il fait aussi partie du comité chargé d’écrire la Déclaration universelle des droits de l'homme,.
Il meurt à Moscou le 19 septembre 1969, à 69 ans d'une longue maladie.